# Приключения Кнута Гриффина
Приключения Кнута Гриффина (англ. The Adventures of Bullwhip Griffin) — американский комедийный вестерн 1967 года режиссера Джеймс Нилсона. Фильм снят по мотивам романа Сида Флейшмана «By the Great Horn Spoon!». В фильме снимались такие известные личности, как Родди Макдауэлл, Сюзанн Плешетт и Карл Молден.

## Сюжет
В 1840-х в Бостоне, когда умирает старик Флэгг, он оставляет только долги. Его внук, Джек Флэгг, мечтательный и авантюрный планирует сбежать из дома и прокрасться на борт парусника, направляющегося в богатую золотом Калифорнию. Когда его отсутствие обнаруживает его сестра Арабелла, начинаются бурные поиски. Джеку удается подняться на борт корабля, направляющегося в Калифорнию, где он встречается с нечестным судьей Хиггинсом. К счастью для Джека, его верный дворецкий, Бульвип Гриффин, последовал за ним на корабле. Наконец-то они высадились в Сан-Франциско и погрузились в сумасшедший мир калифорнийской золотой лихорадки. Сестра Джека Флэгга беспокоится о своем брате и решает поехать в Калифорнию сама, чтобы найти Джека и их дворецкого.

## В ролях
| Актер            | Роль                           |
| ---------------- | ------------------------------ |
| Родди Макдауэлл  | Бульвип Гриффин                |
| Сюзанн Плешетт   | Арабелла Флэгг                 |
| Карл Молден      | Судья Хиггинс                  |
| Гарри Гуардино   | Сэм Тримбл                     |
| Ричард Хэйдн     | Квентин Бартлетт               |
| Гермиона Баддели | Мисс Айрин Чесни               |
| Брайан Расселл   | Джек Флэгг                     |
| Лайам Редмонд    | Капитан Суэйн                  |
| Сесил Келлауэй   | Мистер Пембертон               |
| Бёрт Мастин      | горожанин (в титрах не указан) |

## Релиз
- США — 3 марта 1967 (премьера)
- США — 8 марта 1967
- Швеция — 28 октября 1967
- Финляндия — 10 ноября 1967
- Бразилия — 1968
- Япония — 20 января 1968
- ФРГ — 1 марта 1968
- Ирландия — 12 апреля 1968
- Австралия — 1 марта 1968
- Мексика — 2 мая 1969
- Дания — 25 июня 1969
- Уругвай — 22 сентября 1970

## Название
- Оригинальное название — The Adventures of Bullwhip Griffin
- Бельгия — Butler Griffin — De schrik van het westen / L’honorable Griffin
- Бразилия — California, Terra do Ouro
- Венгрия — Egy inas kalandjai Kaliforniában
- Греция — Enas entimotatos tyhodioktis / Oi peripeteies enos oneiropolou
- Дания — Guldfeber i Californien
- Испания — Al loro con el oro
- Италия — Un maggiordomo nel Far West
- Канада — The Adventures of Bullwhip Griffin
- Мексика — Los Buscadores de Oro
- Португалия — Um Mordomo no Far-West
- Румыния — Aventurile lui Bullwhip Griffin
- Финляндия — Jämerät kullankaivajat / Kultakuumetta Kaliforniassa
- Франция — L’honorable Griffin
- ФРГ — Bullwhip Griffin oder Goldrausch in Kalifornien
- Швеция — Bullwhip Griffins äventyr eller guldfeber